# 亞當·阿塔曼
亚当·伊万诺维奇·阿塔曼（烏克蘭語：Адам Іванович Атаман；1920年10月4日—1991年10月9日），烏克蘭裔苏联軍官，蘇聯英雄，苏德战争期间，阿塔曼作爲中尉擔任烏克蘭第2方面軍第53集团军第228步兵师第795步兵排排长。